# Карраско, Эрнан
Эрна́н Карра́ско Вива́нко (исп. Hernán Carrasco Vivanco, 29 марта 1923, Арауко, Био-Био — 10 сентября 2023, Санта-Текла) — чилийский футбольный тренер. Победитель Кубка чемпионов КОНКАКАФ. Руководил сборной Сальвадора на чемпионате мира 1970 года.

## Тренерская карьера
Сначала как спортсмен Карраско занимался легкой атлетикой, как бегун на дистанции 100 метров, в тройном прыжке и прыжках с шестом. Он играл в баскетбол и футбол. В 1945 году Эрнан стал учителем начальных классов, а в 1951 году — учителем физической культуры. С 1952 по 1959 год он работал техническим директором в футбольном клубе «Универсидад де Чили».
В 1960 году Карраско заменил бразильца Флавио Косту в качестве тренера «Коло-Коло», выиграв в том же году с командой титул чемпиона Чили, после чего руководил командой в сезоне 1961 года и в начале турнира 1962 года. Во время домашнего для чилийца чемпионата мира 1962 года он был помощником тренера сборной Чили Фернандо Риеры, завоевав бронзовые награды турнира. После чемпионата мира Карраско возглавлял чилийские клубы «О’Хиггинс» и «Аудакс Итальяно».
В 1965 году Эрнан Карраско стал главным тренером сборной Сальвадора и тренировал команду два года, не сумев вывести её на чемпионат мира 1966 года. В следующем году из-за разногласий с руководством он подал в отставку, но решил остаться в стране, возглавив «Альянсу» (Сан-Сальвадор). С этой командой он дважды выиграл чемпионат Сальвадора в 1966 и 1967 годах и Кубок чемпионов КОНКАКАФ 1967 года.
В 1968 году он возглавил клуб «Агила», с которым выиграл чемпионат Сальвадора 1968 года. В 1969—1970 годах стал главным тренером клуба «Атлетико Марте», выиграв и с этой командой два чемпионата Сальвадора подряд в 1969 и 1970 годах.
В 1970 году сборная Сальвадора впервые в своей истории вышла на чемпионат мира, но накануне турнира главный тренер Грегорио Бундио отказался от должности, поскольку не соглашался с тем, что ему навязывали игроков. Должность главного тренера была временно предложена Карраско, принявшему предложение. Впрочем, на чемпионате мира 1970 года в Мексике Сальвадор бесславно проиграл все три игры — против СССР (0:2), Мексики (0:4) и Бельгии (0:3), после чего Эрнан покинул сборную.
После этого тренер вернулся в Чили, где на протяжении десяти лет руководил местными клубами, в том числе в 1975—1976 годах тренировал «Депортес Антофагаста», в 1977—1978 — «Депортес Авиасьон», а в 1984 году — «Универсидад де Чили». Кроме того, в 1982 году он был назначен президентом Ассоциации тренеров Южной Америки.
В 1985 году Карраско вернулся в Сальвадор, снова возглавив «Агилу». Сначала он стал вице-чемпионом в сезоне 1986/1987, а потом и чемпионом в сезоне 1987/88. Впоследствии Эрнан Карраско тренировал в Сальвадоре «Альянсу», с которой выиграл чемпионат 1989/1990, «Луис Анхель Фирпо», выиграв турнир 1991/1992, и ФАС, с которым стал вице-чемпионом Сальвадора в сезоне 1993/1994.
Последним местом тренерской работы Карраско был клуб «Мунисипаль Лименьо», главным тренером которого Эрнан был с 2001 по 2002 год. В марте 2023 года ему исполнилось 100 лет, а 6 месяцев спустя, 10 сентября, чилийский тренер скончался.

## Достижения
«Коло-Коло»
- Чемпион Чили: 1960

«Альянса» (Сан-Сальвадор)
- Чемпион Сальвадора (3): 1965/1966, 1966/1967, 1989/1990

«Атлетико Марте»
- Чемпион Сальвадора (2): 1968/1969, 1970
- Победитель Кубка чемпионов КОНКАКАФ: 1967

«Агила»
- Чемпион Сальвадора: 1987/1988

«Луис Анхель Фирпо»
- Чемпион Сальвадора: 1991/1992